# 32 Pułk Zmechanizowany

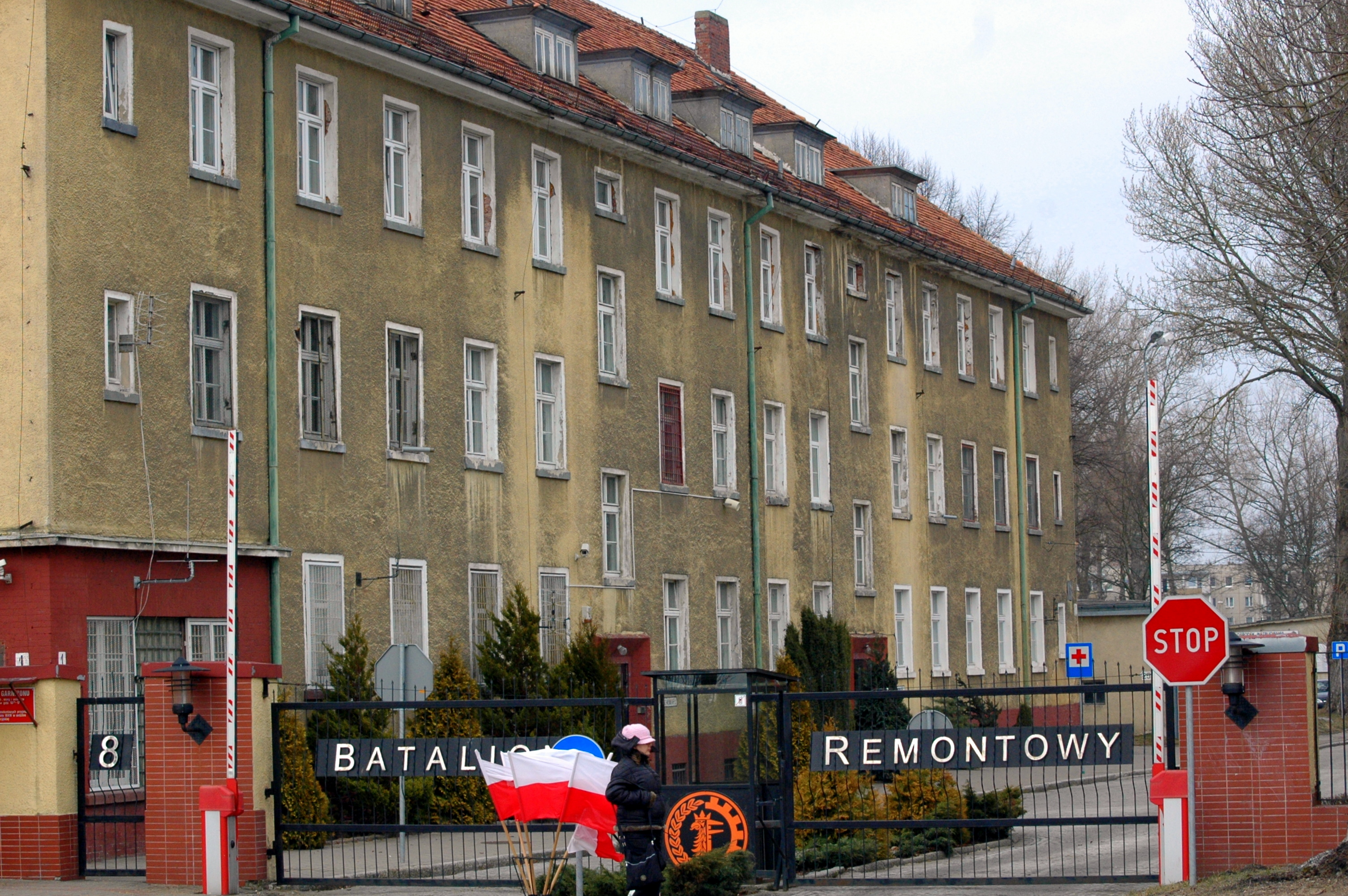
Kołobrzeg – w tych koszarach stacjonował pułk

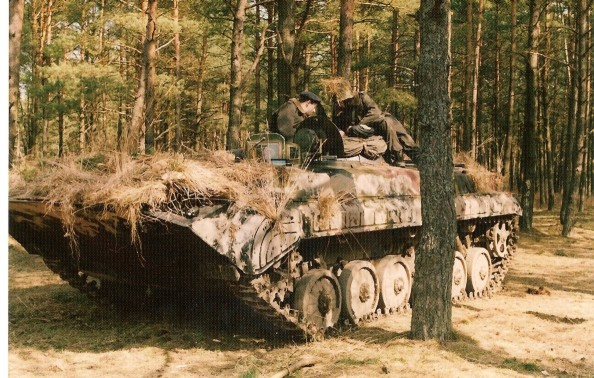
Podstawowy wóz bojowy pułku – (BWP-1)

32 Budziszyński Pułk Zmechanizowany im. Hansa Beimlera (32 pz) – dawny oddział Wojsk Zmechanizowanych Sił Zbrojnych PRL i III RP.

## Formowanie i zmiany organizacyjne
W 1950 roku 32 Budziszyński zmotoryzowany pułk piechoty, stacjonujący w garnizonie Rogowo, został przeformowany w 32 Budziszyński pułk zmechanizowany; podporządkowany dowódcy 8 Drezdeńskiej Dywizji Zmechanizowanej.
W 1951 roku na podstawie rozkazu Nr 0044/Org. Ministra Obrony Narodowej z 17 maja 1951 roku jednostka została dyslokowana do garnizonu Kołobrzeg.
12 października 1956 roku pułk otrzymał sztandar, a 2 lipca 1975 roku imię patrona – Hansa Beimlera, niemieckiego działacza ruchu robotniczego.
W 1990 roku oddział został przeformowany na nowy etat. Reorganizacja wiązała się między innymi z połączeniem z 28 Sudeckim pułkiem zmechanizowanym i przeniesieniem dowództwa do „czerwonych koszar”. W 1994 roku pułk został przeformowany w 8 Brygadę Zmechanizowaną.

## Pułk w wydarzeniach grudniowych 1970 roku
W godzinach rannych 15 grudnia 1970 roku wprowadzono w pułku stan podwyższonej gotowości bojowej. O 13.00 wydano rozkaz przegrupowania jednostki w rejon Gdańska.
16 grudnia pułk ześrodkował się w rejonie m. Złota Karczma. Generał Chocha o 19.05 16 grudnia nakazał dowódcy Marynarki Wojennej siłami 32 pz, przy współdziałaniu z pododdziałami MO i WOP, zająć Stocznię im. Komuny Paryskiej z zadaniem niewpuszczenia na jej teren załogi oraz ochrony obiektów i statków. W godzinach nocnych 32 pz zajął częścią sił Stocznię im. Komuny Paryskiej i Port Przeładunkowy w Gdyni.
Po godzinie 5.00 17 grudnia na przystanku Gdynia-Stocznia, wiadukcie i moście zaczęło gromadzić się coraz więcej osób. Przez głośniki wojskowych wozów propagandowych kierowano do stoczniowców apele i ostrzeżenia zakazujące zbliżania się do stoczni. Z tłumu zaczęły padać obelżywe okrzyki pod adresem dyrekcji, MO i wojska. Jednocześnie ludzie poczęli przemieszczać się w stronę blokowanych przejść. Po dojściu tłumu do ustalonej wcześniej rubieży bezpieczeństwa dowódca 32 pz i dowódca batalionu wyszli przed stanowiska ogniowe i wezwali manifestantów do zatrzymania się. Nie dało to żadnego rezultatu. W tej sytuacji dowódca 32 pz o 5.50 wydał dowódcy rozlokowanej za bramami stoczni 7 kompanii piechoty zmotoryzowanej rozkaz do oddania kilku długich serii z karabinu maszynowego pociskami świetlnymi oraz wystrzału armatniego z czołgu.
Tłum na kilkadziesiąt sekund stanął. Jednak po błędnej ocenie, że żołnierze strzelają amunicją ślepą, ruszył dalej. Na rozkaz dowódcy 32 pz kilku żołnierzy z 7 kpz otworzyło ogień celując w ziemię przed tłum. Od rykoszetów padli zabici i ranni. Sytuacja powtórzyła się ok. 8.00. I tym razem broni użyli żołnierze 7 kpz, a dowodził na tym kierunku zastępca dcy 32 pz do spraw politycznych.
17 grudnia na terenie Gdyni burzliwe zajścia miały jeszcze miejsce w rejonach: Stoczni Remontowej, Komitetu Miejskiego PZPR, Pogotowia Ratunkowego, Miejskiej Rady Narodowej i CPN, ochranianych przez pododdziały MW i 36 pz. Mimo groźnej sytuacji, jaka wytworzyła się w tych rejonach miasta, oraz żądań wiceministra spraw wewnętrznych gen. Szlachcica, żołnierze nie użyli broni przeciw demonstrantom. W rozładowaniu dramatycznej sytuacji pomogły w dużym stopniu urządzenia akustyczne przez które dowódcy grup nawoływali manifestantów do niepodchodzenia do ochranianych przez wojsko obiektów. O godzinie 20.00 wydzielono z 4 pułku artylerii 320 żołnierzy i 20 samochodów i skierowano do dyspozycji dowódcy 32 pz w celu zorganizowania ochrony Portu Przeładunkowego w Gdyni.
18 grudnia na terenie Gdyni, podobnie jak w Gdańsku, panował spokój. Od 20.00 rozpoczęto wycofywanie wojsk ze Stoczni im. Komuny Paryskiej, Stoczni Remontowej i Portu Przeładunkowego w Gdyni. Pozostawiono jedynie zewnętrzną ich ochronę, a pułk ześrodkował się  w koszarach batalionu budowlanego na Oksywiu:
21 grudnia dowódca Pomorskiego Okręgu Wojskowego gen. Kamiński wydał rozkaz całkowitego wyprowadzenia wojska z Trójmiasta. Zgodnie z planem 24 grudnia 1970 roku do 4.00 wszystkie jednostki biorące udział w akcji na terenie Trójmiasta powróciły do swoich koszar.
7 kwietnia 1995 – do sądu w Gdańsku wpłynął akt oskarżenia. Kierowanie zbrodnią ludobójstwa zarzucono 12 oficerom między innymi, pułkownikowi Władysławowi Łomotowi – ówczesnemu dowódcy 32 pułku zmechanizowanego oraz pułkownikowi Bolesławowi Fałdaszowi – zastępcy dowódcy pułku ds. politycznych. Uznano, że rozkaz użycia broni był sprzeczny z Konstytucją RP.  W roku 2013 płk Fałdasz został skazany na 4 lata więzienia, zaś płk Łomot zmarł w czasie procesu.

## Pułk w wydarzeniach stanu wojennego z 13 grudnia 1981
32 pułk zmechanizowany brał także czynny udział we wprowadzaniu stanu wojennego. 13 grudnia 1981 roku w trybie alarmowym został skierowany w stronę Gdańska, gdzie dotarł w nocy z 14 na 15 grudnia. Po dotarciu na przedmieścia Gdańska batalion czołgów i batalion piechoty w transporterach dostały rozkaz skierowania się pod Stocznię Gdańską im. Lenina i otoczenie jej. Żołnierze dostali też rozkaz ładowania ostrej amunicji i ze względów bezpieczeństwa zakaz opuszczania wozów bojowych. Ten drugi rozkaz żołnierze zignorowali, zaczęli wychodzić z czołgów, rozmawiać z ludźmi, przyjmować od nich gorącą herbatę i kanapki, a także kwiaty, które powkładali w lufy czołgowe. Z powodów, jak to określono, zbratania się z ludźmi w nocy z 15 na 16 grudnia czołgi i transportery pułku zostały wycofane spod stoczni i podmienione przez jednostkę z Ełku. Następnie 32 PZ został wycofany i rozlokowany w lesie koło miejscowości Kolbudy pod Gdańskiem, gdzie pozostał w warunkach polowych do jesieni 1982 roku.

## Żołnierze pułku
Dowódcy pułku
- mjr Zbigniew Ohanowicz od 1949
- ppłk Władysław Łomot
- mjr dypl. Leszek Kiełbasa
- mjr dypl. Andrzej Tyszkiewicz
- mjr dypl. Jerzy Pawłowski
- ppłk dypl. Stefan Raniecki
- ppłk dypl. Andrzej Baran
- ppłk dypl. Waldemar Skrzypczak
- ppłk dypl. Zdzisław Bornus

## Struktura organizacyjna (lata 80. XX w.)
- Dowództwo i sztab
  - 3 × bataliony zmechanizowane
    - 3 × kompanie zmechanizowane
    - bateria moździerzy 120 mm
    - pluton plot
    - pluton łączności

  - batalion czołgów
    - 3 kompanie czołgów
    - pluton łączności

  - kompania rozpoznawcza
  - bateria haubic 122 mm (od 1985 dywizjon haubic)
  - bateria ppanc
  - kompania saperów
  - bateria plot
  - kompania łączności
  - kompania zaopatrzenia
  - kompania remontowa
  - kompania medyczna
  - pluton chemiczny
  - pluton ochrony i regulacji ruchu

## Odznaka pamiątkowa
Odznaka ma kształt owalnej tarczy zwężonej ku dołowi. Na krawędziach tarczy widnieje łaciński napis: SEMPER PARATUS (ZAWSZE GOTOWY) oraz KOŁOBRZEG. Pole tarczy podzielono pionowo na dwie części emaliowane na żółto i granatowo (historyczne barwy piechoty). Na tarczę nałożony jest miecz i orzeł piastowski w koronie. Jelec przepasany jest szarfą z datami 1918 (rok powstania 32 Ciechanowskiego Pułku Piechoty) i 1944 (rok powstania 32 Pułku Piechoty). Na piersi orła umieszczono czerwoną tarczę z numerem 32. Odznaka ma wymiary 49 × 31 mm. Odznakę zaprojektował Dariusz Brążkiewicz. Wykonawcą jest Andrzej Panasiuk. Pierwsze odznaki wręczono 11 listopada 1992 roku.
Istnieje również miniaturka tejże odznaki wykonana przez Andrzeja Panasiuka.